# 岩野駅
岩野駅（いわのえき）は、長野県長野市松代町岩野にあった長野電鉄屋代線の駅（廃駅）。駅番号はY4。

## 歴史
- 1922年（大正11年）6月10日：河東鉄道により開業[1]。
- 1926年（大正15年）9月30日：河東鉄道と長野電気鉄道の合併により、長野電鉄が発足したことに伴い、河東線の駅となる。
- 1972年（昭和47年）2月21日：駅員無配置化[1]。
- 2002年（平成14年）9月18日：路線名改称により屋代線の駅となる。
- 2012年（平成24年）4月1日：屋代線廃止により廃駅[1]。

## 駅構造
単式ホーム1面1線を有する地上駅。かつては有人駅だったが、廃止時は無人駅だった。

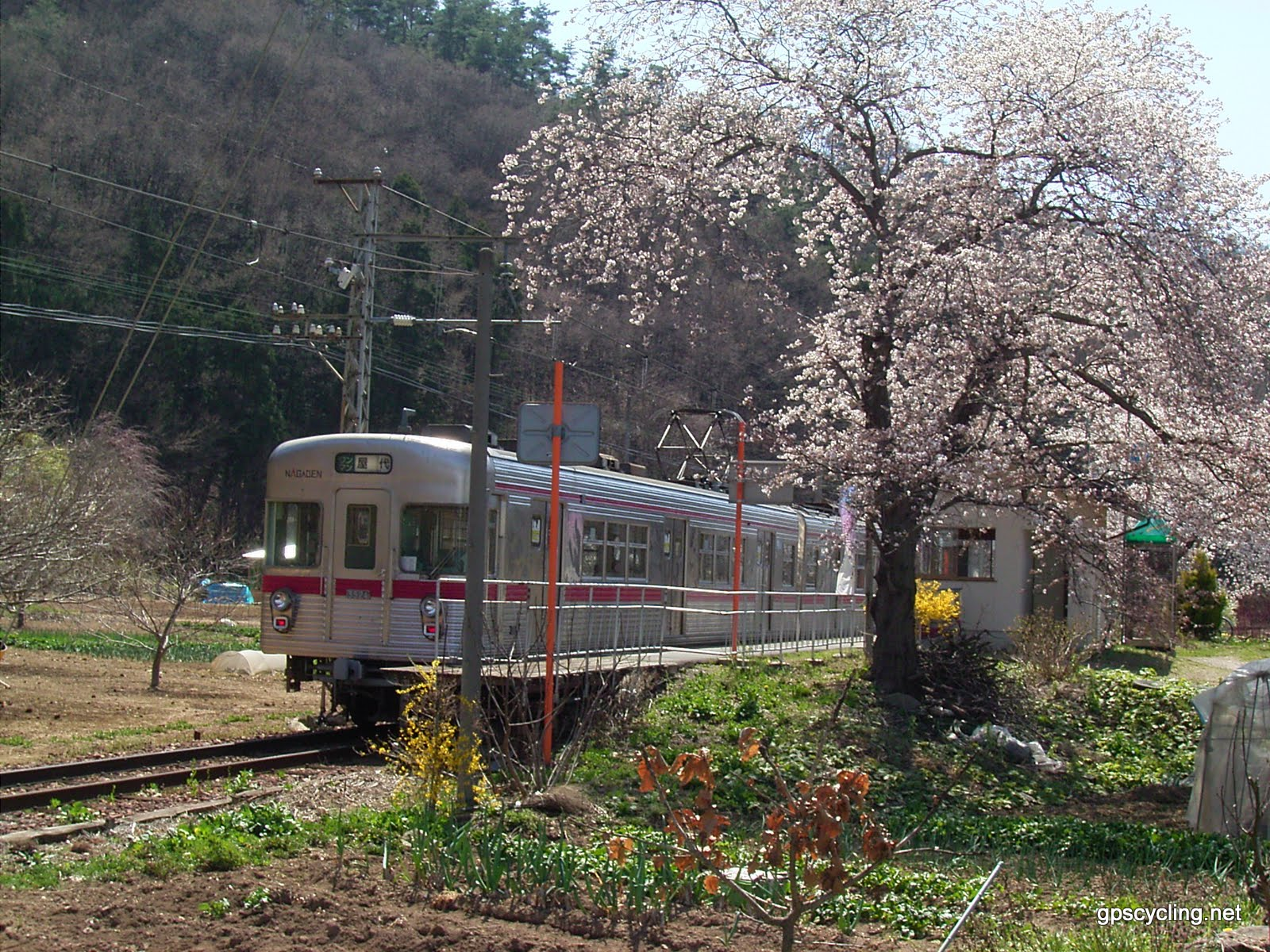
駅に停車中の列車（2004年4月）

## 利用状況
年間乗車人数及び1日あたり乗車人員は次のとおりであった。
- 2006年度　12,261人 ： 34人/日
- 2007年度　12,383人 ： 34人/日
- 2008年度　11,848人 ： 32人/日
- 2009年度　9,913人 ： 27人/日
- 2010年度　10,454人 ： 29人/日

## 駅周辺
- 上信越自動車道薬師山トンネル
- 千曲川
- 国道403号
- 妻女山 - 斎場山とも。山上に土口将軍塚古墳（前方後円墳）がある。また、第4次川中島の戦いでは上杉謙信が本陣を置いたと伝えられる[1]。
- 会津媛神社
- 土口将軍塚古墳

## 路線バス
- 長電バス須坂駅・屋代駅方面 岩野バス停

## 廃止後
ホームなどは廃止後1年ほど残ったが解体され更地化された。代替バスの最寄りのバス停は「岩野」である。

## 隣の駅
長野電鉄
■屋代線
雨宮駅 (Y3) - 岩野駅 (Y4) - 象山口駅 (Y5)